# 星兜

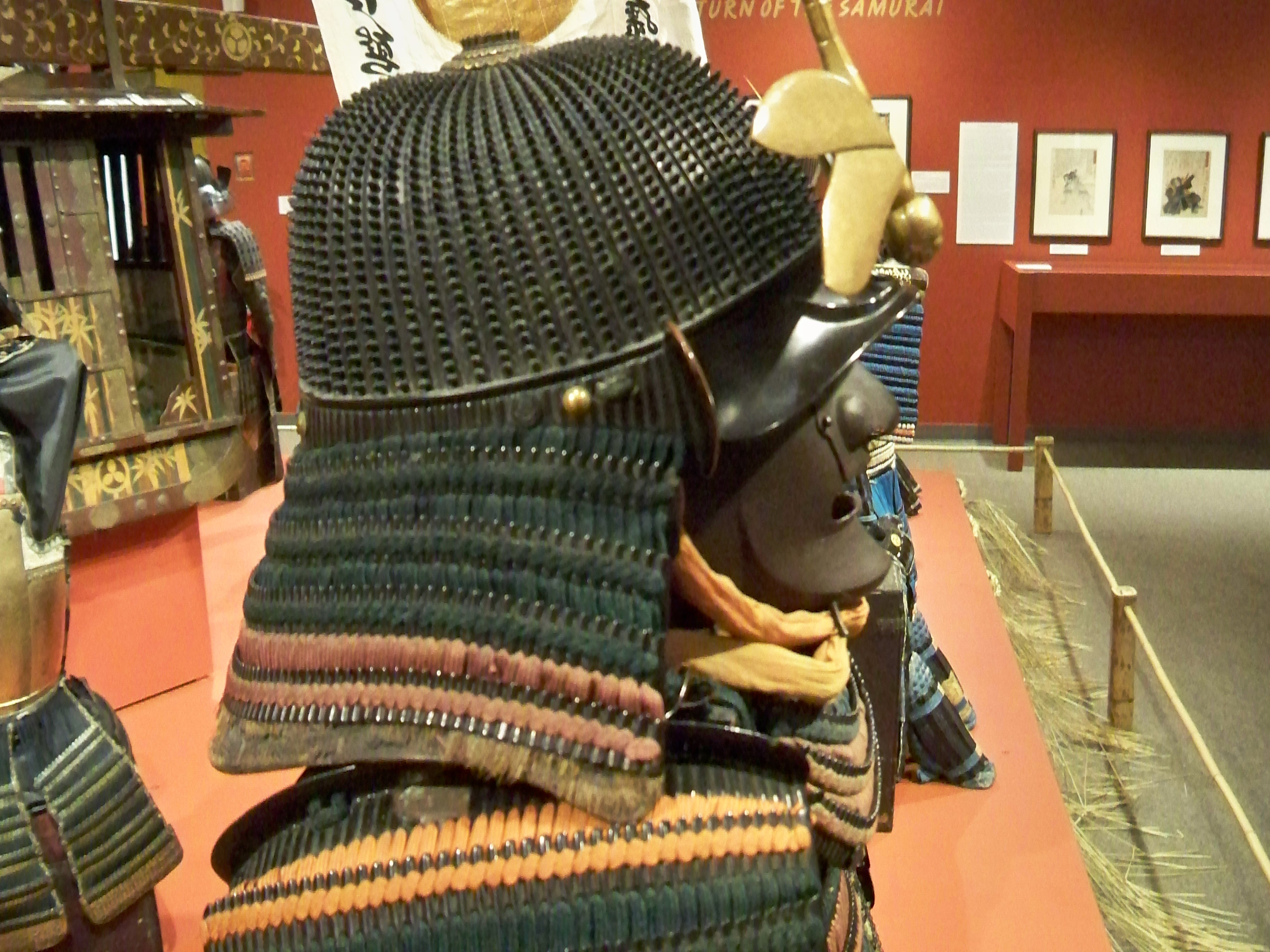
小星兜

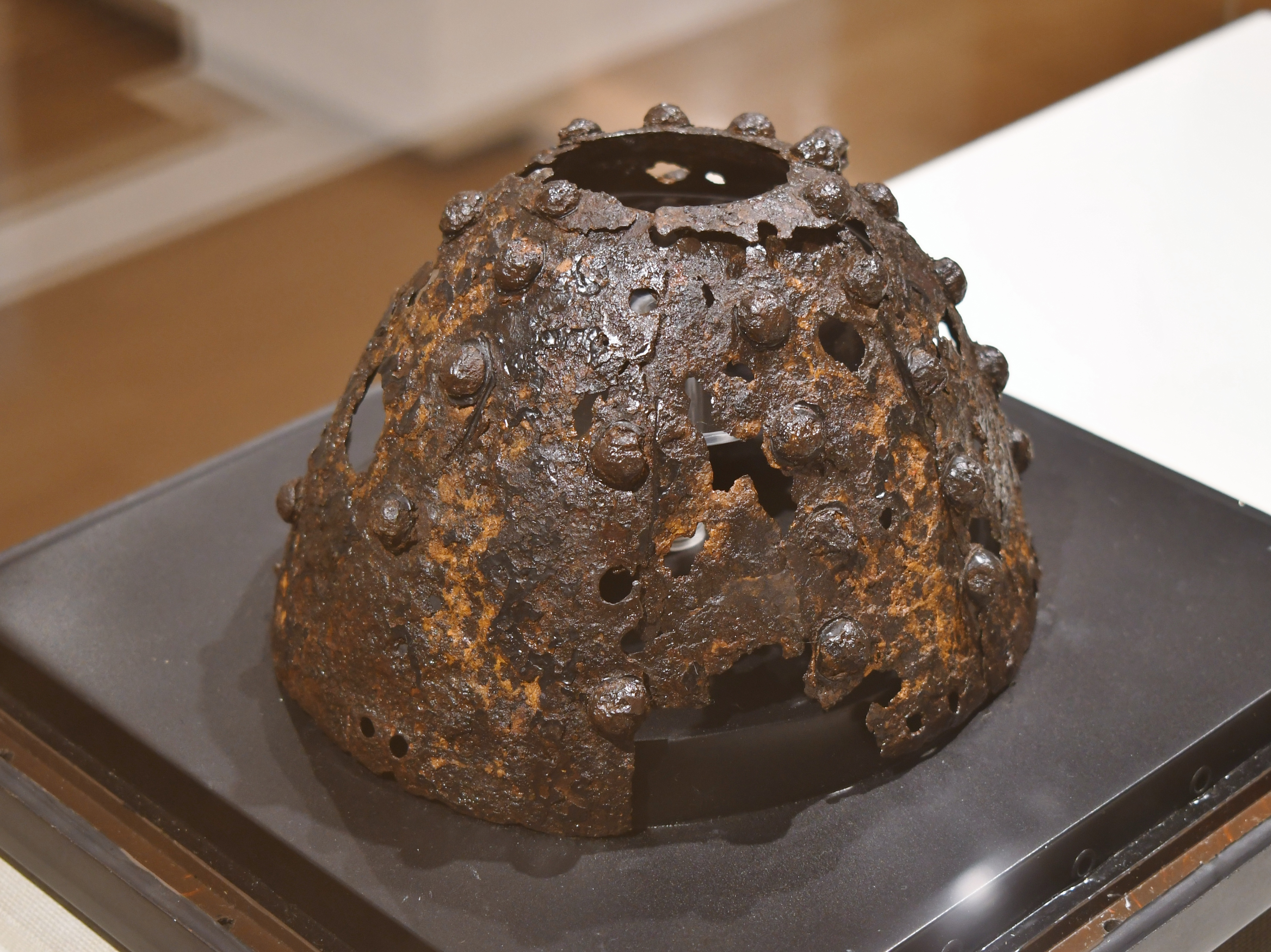
鉄五枚張星兜鉢
徳島県藍住町。藍住町教育委員会蔵、兵庫県立考古博物館企画展示時に撮影。

星兜（ほしかぶと）は、平安時代中期頃に発生した兜の一形式。兜本体（鉢）を形成する鉄板を接ぎ留める鋲の頭を、鉢の表面に見せたもの。鋲の頭を星と呼ぶところから星兜の名が付いた。
平安時代には、10数枚の鉄板から成り星が大きい厳星兜（いがぼしかぶと）が大鎧に付く兜として流行したが、時代が下るにつれ板数は増し星が小型化した小星兜（こぼしかぶと）に変化した。筋兜の流行により室町時代前期に一時衰退するが、戦国期に再び使用されるようになり江戸時代に至る。
現在日本最古の星兜と推測される遺品は、徳島県藍住町に伝わるもの。鉄板5枚張りで、平安時代初期の作品と考えられている。

## 源頼光の兜
平安時代の武将である源頼光が酒呑童子討伐の前に、神の化身から星兜（古い出典だと星甲）が授けられる。